# Eutreptia pertyi
Eutreptia pertyi, secondo una classificazione filogenetica  (Pringsheim, 1953) è una specie del supergruppo Excavata appartentente alla famiglia Eutreptiaceae.

## Caratteristiche
Eutreptia Pertyi è una specie prevalentemente marina, ritrovata in Olanda e Scandinavia., e in acque dolci in Cina.